# Джанан Гуллу
Джанан Гюллю (тур. Canan Güllü; нар. 1962) — турецька активістка, президентка Федерації жіночих асоціацій Туреччини (TKDF). У 2021 році вона була нагороджена Міжнародною премією «Жінки за мужність».

## Життя
Джанан Гуллу була активісткою та організаторкою з 1980-х років, коли вона почала працювати зі своєю матір'ю у віці дев'яти років.
Вона стала президентом Федерації жіночих асоціацій Туреччини (TKDF). В результаті діяльності організацій, що входять до цієї федерації, було створено 186 відділень і налічується понад 50 000 членів. Організація була заснована в 1976 році й спочатку складалася з п'яти організацій. З 2007 року організація надає послуги по телефону довіри.
Стамбульська конвенція про домашнє насильство була прийнята 11 травня 2011 року. Гюллу наголошує, що Туреччина була першою країною, яка її підписала, проте турецька поліція не має ані персоналу, ані підготовки для її впровадження. Вона згадує про сотні людей, які гинуть від домашнього насильства, та про значне зростання кількості таких випадків, але Гюллу відзначає, що це важко довести та виміряти, оскільки Туреччина не збирає необхідних даних. Фактично, Туреччина намагалася вийти з конвенції, і Гуллу вважала своїм обов'язком протистояти цій політичній вигоді.
У березні 2021 року Туреччина вийшла зі Стамбульської конвенції (Конвенція Ради Європи про запобігання та боротьбу з насильством щодо жінок). Її організація зібрала дані про феміциди, і кількість випадків зросла з 341 у 2021 році до 381 у 2022 році. Гюллу зазначила, що це більше ніж одна жінка на день.

## Нагороди

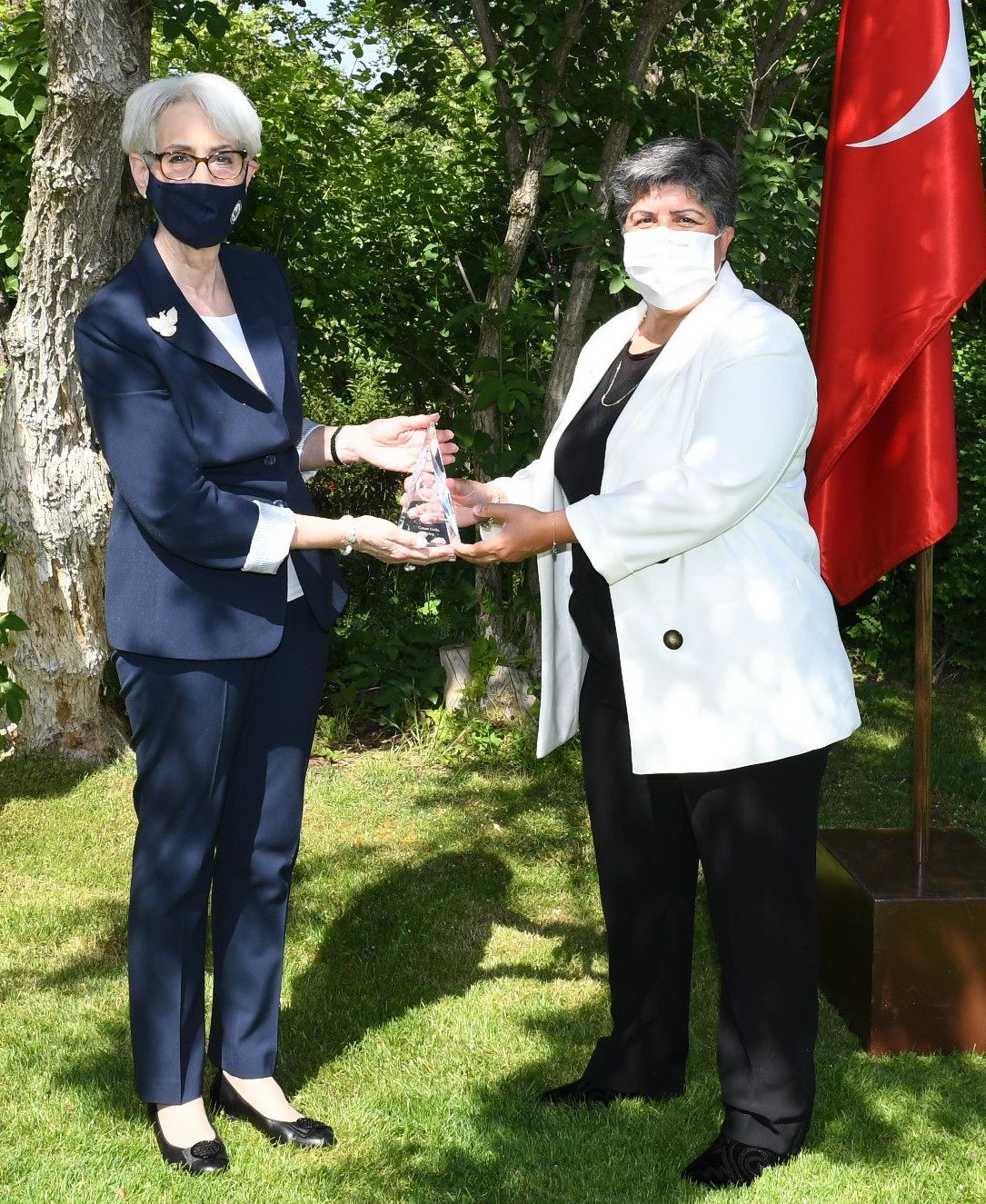
Гюллю (праворуч) отримує Міжнародну нагороду «Жінки за мужність» від заступниці державного секретаря США Венді Шерман у 2021 році

У 2021 році вона була нагороджена Міжнародною премією «Жінки за мужність». У грудні її номінував американський посол у Туреччині. Премію вручили перша леді доктор Джилл Байден та державний секретар Ентоні Блінкен у Міжнародний жіночий день.Вона була визнана «непохитною захисницею гендерної рівності, яка працює над просуванням участі жінок в управлінні, робочій силі та освіті». Того року нагороду отримали чотирнадцять живих жінок. Лауреати були з п'ятнадцяти країн, оскільки цього року до нагороди було включено сім жінок, які загинули в Афганістані.

## Публікації
- Сирійські жінки та дівчата-біженки в Туреччині та Стамбульська конвенція (2019)[11]

## Нагороди
- 2016 — Нагорода «Видатний менеджер» від Фонду охорони здоров'я та соціальної допомоги (SSYV)[12]
- 2018 — Премія Ататюрка за видатні заслуги жінки[13]
- 2020 — Нагорода Посольства Канади в Туреччині за права людини
- 2020 — Почесна нагорода Міжнародної академії культури та мистецтв Кнідоса (UKKSA) за все життя[14]
- 2020 — Нагорода «Провідна жінка» від Турецьких університетських жінок[15]
- 2021 — Міжнародна премія «Жінки за мужність»[8]
- Золота медаль ÇESAV